# Trofee Maarten Wynants 2017 (mannen)
De 7de editie van de Belgische wielerwedstrijd Trofee Maarten Wynants voor mannen werd verreden op 7 mei 2017. De start en finish vonden plaats in Houthalen-Helchteren. De winnaar was Jérôme Baugnies, gevolgd door Dieter Bouvry en Gianni Marchand.

## Uitslag
| Trofee Maarten Wynants 2017 |                 |                                |            |
| Plaats                      | Naam            | Ploeg                          | Tijd       |
| Winnaar                     | Jérôme Baugnies | Wanty-Groupe Gobert            | 3u 25' 44" |
| 2                           | Dieter Bouvry   | Pauwels Sauzen-Vastgoedservice | z.t.       |
| 3                           | Gianni Marchand | Cibel-Cebon                    | z.t.       |
| 4                           | Mike Teunissen  | Team Sunweb                    | 7"         |
| 5                           | Jelle Mannaerts | Tarteletto-Isorex              | z.t.       |
| 6                           | Lawrence Naesen | WB-Veranclassic-Aqua Protect   | z.t.       |
| 7                           | Jimmy Janssens  | Cibel-Cebon                    | z.t.       |
| 8                           | Robbe Ghys      | Belgian Cycling Talent         | z.t.       |
| 9                           | Jelle Cant      | Era-Circus                     | 22"        |
| 10                          | Timothy Stevens | Pauwels Sauzen-Vastgoedservice | z.t.       |